# Brunnen (Bayern)
Brunnen ist eine Gemeinde und eine Ortschaft im oberbayerischen Landkreis Neuburg-Schrobenhausen. Die Gemeinde ist Mitglied der Verwaltungsgemeinschaft Schrobenhausen.

## Geografie
Die Gemeinde liegt in der Planungsregion Ingolstadt.
Es gibt neun Gemeindeteile (in Klammern ist der Siedlungstyp angegeben):
- Brunnen (Pfarrdorf)
- Gadenhof (Einöde)
- Gerstetten (Weiler)
- Hohenried (Kirchdorf)
- Hönighausen (Weiler)
- Kaltenherberg (Dorf)
- Kaltenthal (Weiler)
- Niederarnbach (Dorf)
- Schachhof (Einöde)

Es gibt die Gemarkungen Brunnen und Hohenried.

## Geschichte

### Bis zur Gemeindegründung
Brunnen, am Rande des tertiären Hügellandes zum Donaumoos gelegen, ist ein Ort mit 4000 bis 6000 Jahren Siedlungsgeschichte, was von diversen Ausgrabungsfunden bestätigt wurde. Zwischen den Wasserburgen Ober- und Niederarnbach, an den Wegeverbindungen von Hohenwart und Neuburg an der Donau sowie Pöttmes und Reichertshofen gelegen, war Brunnen im 13. Jahrhundert Zollstation. Brunnen war Teil des Kurfürstentums Bayern, dadurch hatte auch das kurbayerische Moosamt in Brunnen einen Sitz. Brunnen war ein Teil der geschlossenen Hofmark Niederarnbach der Freiherren von Pfetten. Im Zuge der Verwaltungsreformen in Bayern entstand mit dem Gemeindeedikt von 1818 die Gemeinde Brunnen mit den Dörfern Kaltenherberg und Niederarnbach sowie Gerstetten und dem Schachhof.

### Eingemeindung
Die Gemeinde Hohenried wurde im Zuge der Gebietsreform in Bayern 1978 nach Brunnen eingegliedert; zu ihr gehörten die mit eingemeindeten Weiler Gadenhof, Hönighausen und Kaltenthal. Der Gemeindeteil Wintersoln kam zur Gemeinde Karlskron.

### Religionen
Die Gemeinde ist katholisch geprägt. Beim Zensus am 9. Mai 2011 gehörte 85,3 % der Bevölkerung der römisch-katholischen Kirche und 5,2 % der evangelisch-lutherischen Religion an.

### Einwohnerentwicklung
Zwischen 1988 und 2019 wuchs die Gemeinde von 1450 auf 1714 um 264 Einwohner bzw. um 18,2 %.
| Jahr | Einwohner |
| ---- | --------- |
| 1961 | 1292      |
| 1970 | 1297      |
| 1987 | 1440      |
| 1991 | 1485      |
| 1995 | 1493      |
| 2000 | 1549      |
| 2005 | 1600      |
| 2010 | 1577      |
| 2015 | 1656      |
| 2016 | 1672      |
| 2017 | 1672      |
| 2018 | 1695      |
| 2019 | 1714      |

## Politik

### Bürgermeister
Thomas Wagner (CSU/Freie Wählergemeinschaft) wurde am 15. Juli 2012 zum Ersten Bürgermeister gewählt. Am 15. März 2020 wurde er mit 80,9 % für weitere sechs Jahre im Amt bestätigt. Wagner ist Nachfolger von Johann Wenger (Freie Wählergemeinschaft, im Amt Mai 1996 bis Juli 2012). Dessen Vorgänger war Willhelm Kopold.

### Gemeinderat
Im Gemeinderat hat die Freie Wählergemeinschaft Brunnen sieben Sitze und die CSU / Freie Wählergemeinschaft Hohenried fünf Sitze.
Stand: Kommunalwahl am 15. März 2020, Amtszeit Mai 2020 bis April 2026.

### Wappen
| | Blasonierung: „Geteilt von Silber und Schwarz; oben ein schreitender, herschauender, rot bewehrter schwarzer Löwe, unten eine silberne Kartoffelblüte mit goldenen Staubgefäßen.“ |
| Wappenbegründung: Der Löwe ist aus dem Wappen der Familie von Pfetten übernommen. Die Freiherren von Pfetten erwarben 1665 die Hofmark Niederarnbach, die sich weitgehend mit dem späteren Gemeindegebiet von Brunnen deckt. Auch das Gebiet der bis 1978 selbstständigen Gemeinde Hohenried befand sich seit 1665 in Besitz der Familie Pfetten. Seit 1838 waren die Patrimonialgerichte am Gerichts- und Verwaltungssitz Niederarnbach zusammengelegt. Die Familie von Pfetten übte bis zur Abschaffung der Patrimonialgerichtsbarkeit 1848 Herrschaftsrechte im heutigen Gemeindegebiet von Brunnen aus. Wappenführung seit 1967. | |

## Kultur und Sehenswürdigkeiten

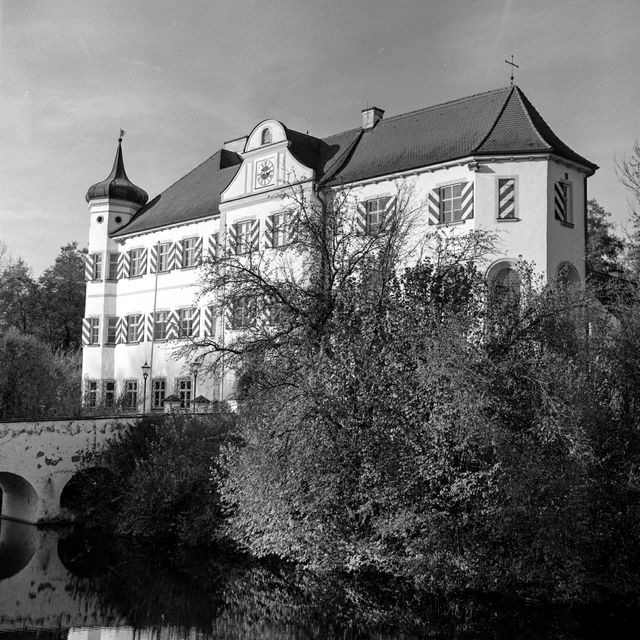
Wasserschloss Niederarnbach

### Vereine
- Sportverein DJK Brunnen
- Hohenrieder Musibuam
- Sportschützen Brunnen

### Sehenswürdigkeiten
- Kirche St. Michael in Brunnen
- Kirche St. Margaretha in Hohenried
- Wasserschloss Niederarnbach

## Wirtschaft und Infrastruktur
2017 gab es in der Gemeinde 247 sozialversicherungspflichtige Arbeitsplätze. Von der Wohnbevölkerung standen 705 Personen in einem versicherungspflichtigen Beschäftigungsverhältnis. Damit war die Zahl der Auspendler um 458 Personen größer als die der Einpendler. Zwölf Einwohner waren arbeitslos. 2016 gab es 60 landwirtschaftliche Betriebe, die insgesamt 2.262 ha bewirtschafteten, davon 1934 ha Ackerland und 322 ha Dauergrünland.

### Verkehr
Am westlichen Ortsrand verläuft seit 1875 die Paartalbahn. Im Jahre 2009 übernahm die Bayerische Regiobahn (BRB) den Betrieb auf der Strecke von Augsburg nach Ingolstadt. In diesem Jahr wurden gleichzeitig Forderungen in der Gemeinde laut, in Brunnen einen Haltepunkt einzurichten. Die Gemeinde leitete daraufhin die notwendigen Verfahrensschritte ein und beschloss auch den Bau einer P+R-Anlage. Nach mehrjähriger Verzögerung des Baubeginns erfolgte die Inbetriebnahme des Haltepunktes am 5. Oktober 2020. Die P+R-Anlage sowie ein Gehweg zwischen Haltepunkt und Ortschaft wurden später fertiggestellt.

### Bildung
Es gibt zwei Kindertageseinrichtungen mit 80 Plätzen und 58 betreuten Kindern (Stand 2018).

## Persönlichkeiten
- Roland Weigert (* 1968), Politiker (Freie Wähler)